# 网易
网易是一家中国大陸大型互联网技术公司、网络媒体公司。目前提供网络游戏、门户网站、移动新闻客户端、移动财经客户端、电子邮件、电子商务、搜索引擎、博客、相册、社交平台、互联网教育等服务。截至2020年1月16日，网易公司的市值为442亿美元，其收入中大约79%来自于在线游戏服务（2019年第三季度）。

## 历史

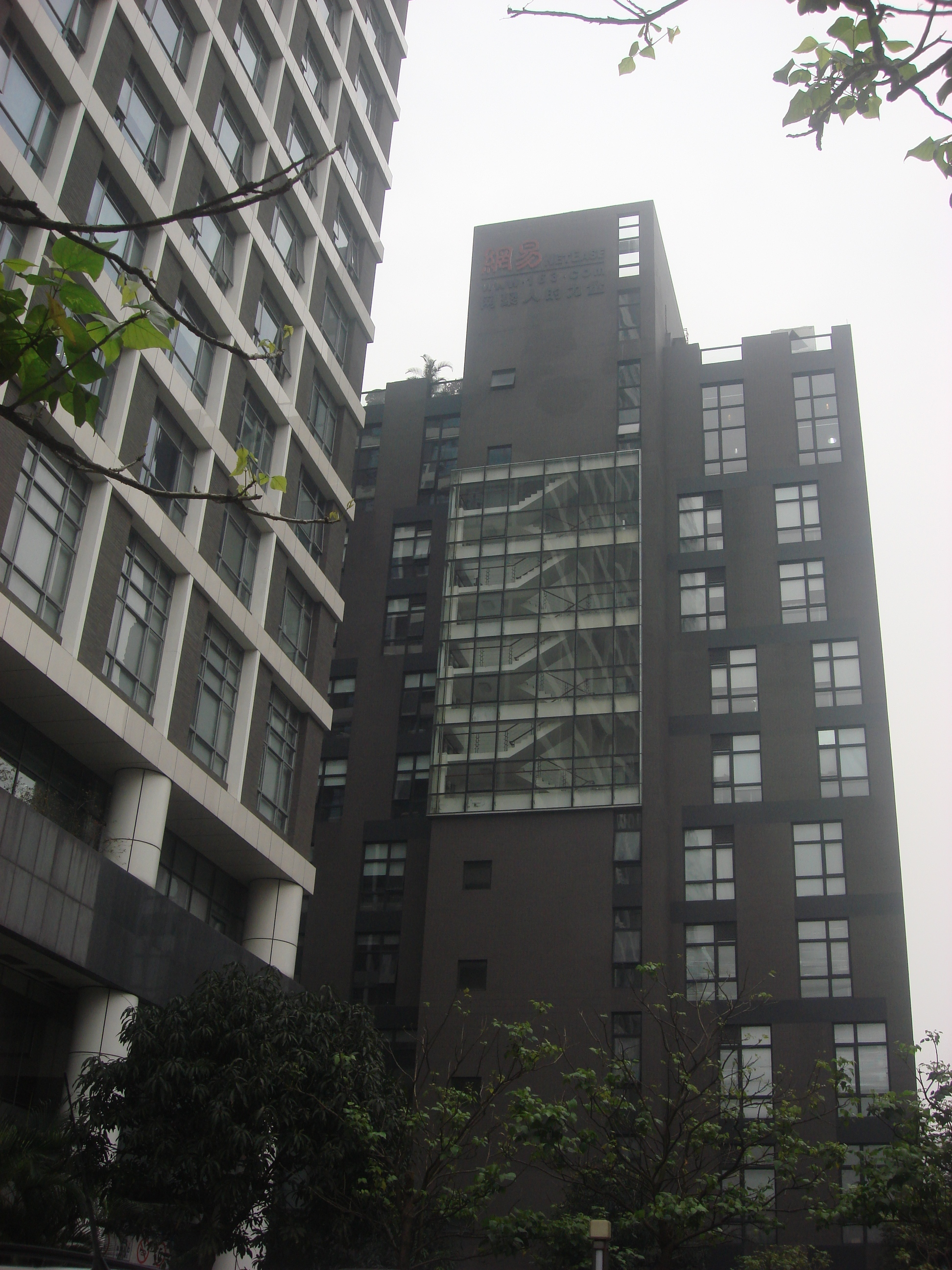
广州网易大厦

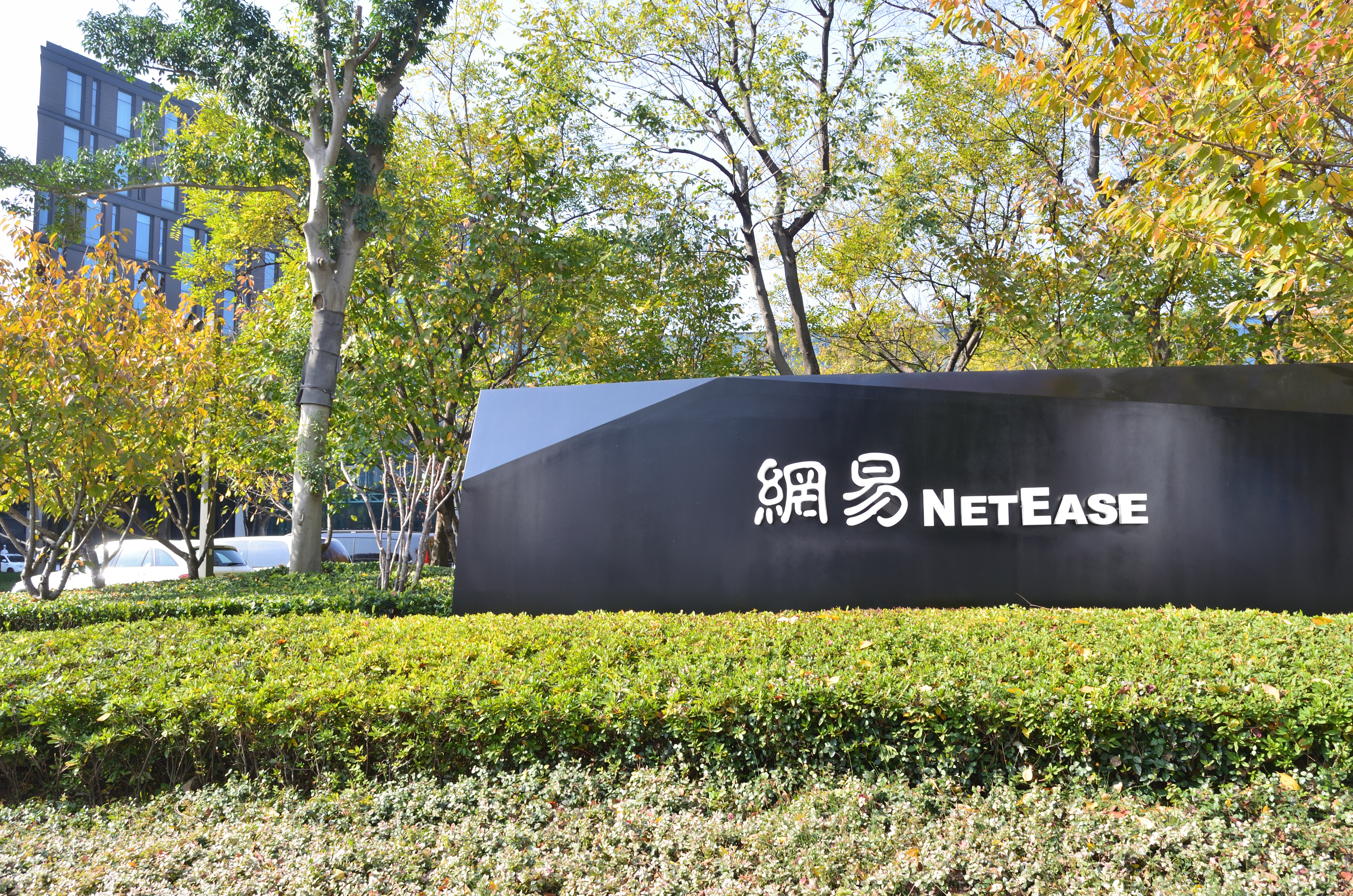
網易杭州辦公室

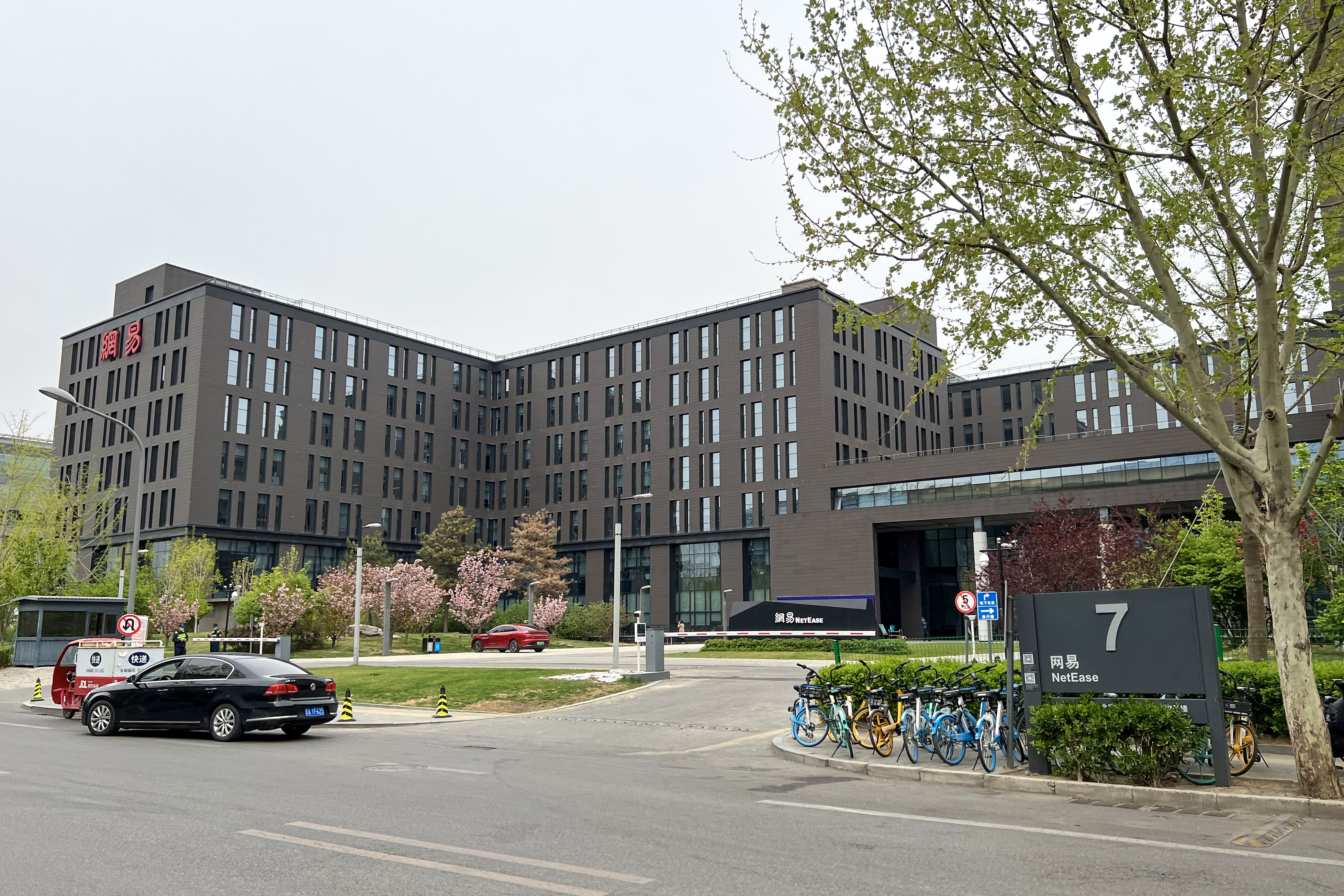
北京网易大楼

网易公司于1997年由丁磊在广州创立，公司商標使用传统漢字“網易”。在初期网易的主要业务是出售邮件系统软件的授权，1998年推出了163.com为域名的免费Web邮件服务。起初，丁磊只想创造属于自己的品牌。但很可惜，属于网易的Netease这一域名已经被占用。在丁磊毫无头绪之时，一张“紧急电话”表单引起了丁磊的注意，他发现“110、119、120”这些仅仅只有三位数的号码通俗易记，就抢注了当时最早遇见的“163”作为域名，随后又抢注了“126”、“188”两个域名。往后，世人普遍认为这一通俗易记的名称对网易Web服务的成功起到了重要的作用。1999年，丁磊通过竞拍的手段拍得“Netease”域名。后来网易跟随新浪和搜狐，推出了门户网站服务，经常与后两者并称为“三大门户”。
网易于2000年在美国纳斯达克上市，2001年的互联网泡沫破灭，对网易产生了很大影响，股价一度降到低于一美元。同时因为涉嫌财务欺诈，网易股票于2001年7月27日到2002年1月2日被纳斯达克股市停牌。
经历财务风波后，网易成功开拓了包括无线增值和网络游戏在内的新业务。2001年底，网易推出了首款自主研发的大型网络角色扮演游戏《大话西游Online》，是中国大陆最早的大型网络游戏之一。之后又在原作的基础上开发了《大话西游OnlineⅡ》，并于2002年8月15日正式运营并成为国内率先成功运营的国产网络游戏。2013年9月5日，《大话西游OnlineⅡ》全新升级为《新大话西游2》。《大话西游2》品牌旗下产品注册用户近2亿，单品最高在线突破126万。2015年9月17日，《大话西游》手游全平台公测，一个月内注册玩家数即突破500万。网易的梦幻西游也引發过网游狂潮，但有家长质疑该款网游使青少年沉迷其中。
2005年10月，第三届China Joy金翎奖颁发，网易游戏六次捧杯，《梦幻西游Online》、《大话西游Online II》和已经开始公测的3D游戏《大唐》三款游戏均获得“最佳原创网络游戏”奖。
网易于2006年进入中文搜索引擎的市场，推出名为有道的搜索服务，成为继搜狐推出搜狗，新浪推出爱问以后，涉足搜索市场的另一个门户网站。
2008年8月，网易宣布与暴雪娱乐公司达成协议，将在中国大陆市场代理暴雪的星际争霸II游戏、魔兽争霸III：混乱之治、魔兽争霸III：冰封王座，以及为上述游戏提供在线多人互动服务的战网平台。
2009年4月16日，暴雪娱乐在其官方网站上宣布，将《魔兽世界》在中国大陆的代理权移交给网易公司。消息在前一天也即15日传开，此消息导致在美国上市的第九城市股票当天大跌近25%，而网易公司股票则受到追捧。但随后由于中国新闻出版总署和文化部网游管理权交接的问题，直至2010年3月才由新闻出版总署审批通过网易运营《魔兽世界：燃烧的远征》。这中间的空白期导致部分中国魔兽玩家流失。
2010年3月20日，网易微博客业务“网易微博”正式公测。同年，網易開始舉辦网易经济学家年会。
2012年4月，网易以邮箱业务作为用户入口，重返电子商务领域。
2013年7月8日，网易与暴雪于北京发布会上联合宣布，网易公司获得了暴雪《炉石传说：魔兽英雄传》在中国大陆的独家运营权，合同期为三年。目前这款游戏已经开放运营。
2013年8月，网易与中国电信合作推出移动社交应用“易信”。
2013年12月17日，网易宣布正式推出理财平台“网易理财”，一款基于货币基金的活期理财“添金计划”也将于12月25日对外销售。
2014年4月22日，网易研发的首款手机游戏《迷你西游》开启公测，同步发行iOS和安卓版本。
2015年5月11日，網易骨干网络遭受攻击，用戶無法正常使用多款游戏、服务。
2016年5月20日，网易游戏年度发布会上宣布代理Minecraft（我的世界），網易已與微软、Mojang達成協議，取得Minecraft在中國市場的獨家代理權，為期五年，準備推出端遊和手游，為中國玩家帶來沙盒遊戲《我的世界中國版》。
2018年11月20日，网易正式停止网易博客网站的运营，转而以LOFTER的形式经营博客。
2019年9月6日，阿里巴巴集團以20億美元現金全資收購網易旗下跨境電商平臺網易考拉，收購后網易考拉將改名為考拉海購，同時阿里巴巴、雲鋒基金等共計以7億美元參與網易雲音樂B2輪融資。
2022年11月17日，动视暴雪宣布由于双方未能达成新的代理协议，由网易代理运营的暴雪旗下的多数游戏将在2023年1月23日暂停服务。

## 产品及服务

### 邮箱與相簿
网易邮箱是网易1997年11月开发的电子邮件系统，此后推出163、126、yeah.net及vip收费邮箱。网易相册于2003年开发，2008年9月推出“在线冲印”服务。
2021年，网易推出邮件协同办公平台网易灵犀办公。

### 网易新闻
网易新闻融合资讯平台及品质原创内容策划为一体，全天候24小时报道新闻热点及突发事件，信息触角遍布全球，重大报道从未缺席；有深度、有温度的原创报道，以及有趣有料的网易跟贴，更是赢得行业和用户的认可。2011年初，网易新闻客户端上线，受众知名度、行业口碑、下载量、用户粘性等核心指标一直位居行业前列。多年来，网易新闻秉持“有态度”的新闻专业主义原则和理想，积极打造以新闻为根基、有用有趣的内容资讯平台，为用户提供多角度、有深度、有温度的资讯内容，为人与人之间的信息交流和共享持续贡献力量。

### 网易跟贴
网易跟贴，打造了一个网友针对新闻进行交流讨论的平台，用户能够在这种平等的氛围内畅所欲言，生产了大量被广泛传播的有趣内容，甚至风靡网络的热点事件。
如果说跟贴秀出了草根网民的智慧，盖楼则完美的体现出了网友集体的力量。发表的评论被人回复，就会形成多层评论的叠加效果，俗称“盖楼”，这个独有的特色能够更直观的呈现出网友的不同观点和思维碰撞的过程，搭建了一个生动的互联网社会生态。
就像网友青梅兽所说：“人生趣事万千千，网易评论结好缘。” 《南方人物周刊》 在评“ 10 年 100 个让生活更美好的东西”之一时就认为：“网民智商有多高，得看网易盖楼团”。

### 网易公开课
网易公开课作为在线教育领域品牌，是国内外公开课、演讲、生活方式等内容聚集平台，与TED、WISE等组织合作，致力于为用户提供教育资源。

### 遊戲

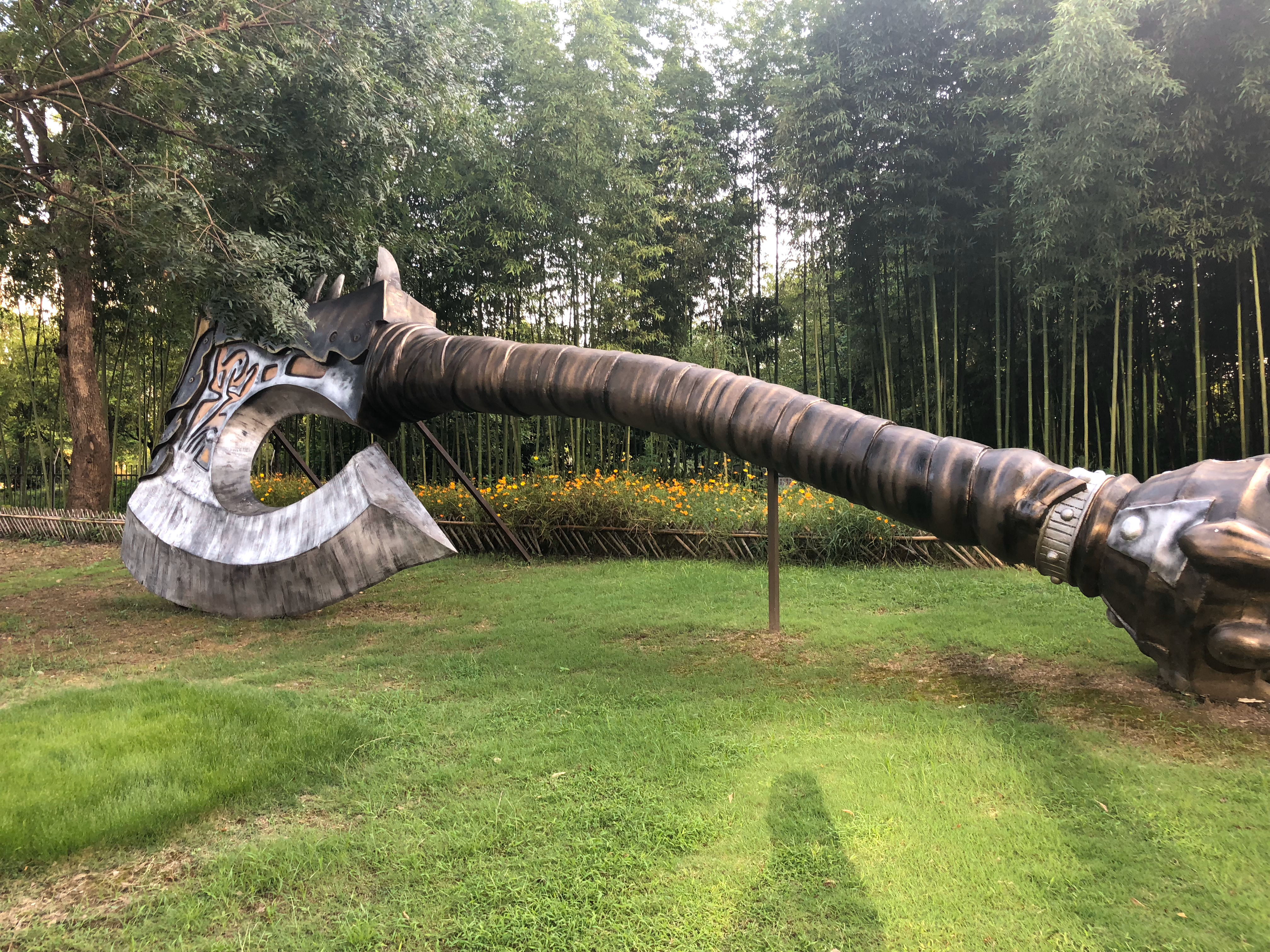
网易杭州园区内的魔兽战斧模型，2023年1月18日拆除

| 游戏名称                       | 推出年份 | 类别                 | 收费方式            |
| ------------------------------ | -------- | -------------------- | ------------------- |
| 大话西游Online                 | 2001     | MMORPG               | 按时间收费          |
| 精灵                           | 2002     | Q版MMORPG            | 按时间收费          |
| 大话西游Online II              | 2002     | MMORPG               | 按时间收费          |
| 梦幻西游Online                 | 2004     | Q版MMORPG            | 按时间收费          |
| 飞飞(代理韩国AeonSoft公司游戏) | 2004     | 飞行MMOG             | 按时间收费          |
| 大唐豪侠                       | 2006     | 武侠MMORPG           | 按时间收费          |
| 天下贰                         | 2007     | 3D MMORPG            | 按道具收费          |
| 大话西游3                      | 2007     | MMORPG               | 按时间收费          |
| 大话西游外传                   | 2008     | MMORPG               | 按道具收费          |
| 梦幻西游－卡牌对决             | 2008     | 卡牌                 | 暂无                |
| 百变金刚－3DMMO                | 2009     | 科幻                 | 暂无                |
| 魔兽世界                       | 2009     | MMORPG               | 按时间收费          |
| 倩女幽魂Online 2               | 2013     | MMORPG               | 道具收费            |
| 大唐无双2                      | 2013     | MMORPG               | 道具收费            |
| 藏地                           | 2013     | MMORPG               | 道具收费            |
| 龙剑                           | 2013     | MMORPG               | 道具收费            |
| 爆裂天空                       | 2013     | STG                  | 道具收费            |
| 英雄三国                       | 2013     | 竞技对战             | 道具收费            |
| 炉石传说：魔兽英雄传(外包)     | 2013     | 集换式卡牌           | 道具收费            |
| 率土之滨                       | 2015     | 策略战争类手游       | 道具收费            |
| 阴阳师                         | 2016     | RPG手游              | 道具收费            |
| 无尽战区                       | 2016     | MOBA端游             | 道具收费            |
| 荒野行动                       | 2017     | TPS手游              | 道具收费            |
| 永远的7日之都                  | 2017     | RPG手游              | 道具收费            |
| 魂之轨迹                       | 2017     | ARPG手游             | 道具收费            |
| 魔法禁書目錄 官方手遊          | 2017     | MMORPG               | 道具收费            |
| Sky光·遇                       | 2017     | MMORPG               | 道具收费            |
| 决战！平安京                   | 2018     | MOBA手游             | 道具收费            |
| 第五人格                       | 2018     | 非对称对抗竞技游戏   | 道具收费            |
| 暗黑破壞神：永生不朽（外包）   | 2018     | RPG手遊              | 道具收费            |
| 遇見逆水寒                     | 2018     | MMORPG               | 按时间收费+道具收费 |
| 明日之後                       | 2018     | 生存手游             | 道具收费            |
| 貓和老鼠                       | 2019     | 非对称对抗竞技游戏   | 道具、角色收费      |
| 幻书启世录                     | 2020     | 奇幻角色扮演遊戲     | 虛擬抽獎            |
| 哈利波特：魔法覺醒             | 2021     | RPG手遊              | 道具、角色收费      |
| 蛋仔派对                       | 2021     | 休闲竞技手游         | 道具、角色收费      |
| 永劫无间                       | 2021     | 动作冒险大逃杀游戏   | 道具收费            |
| 大话西游：归来                 | 2023     | RPG手遊              | 道具、角色收费      |
| 巔峰極速                       | 2023     | 賽車競速手遊         | 道具收费            |
| 无限大                         | 时期未定 | 开放世界RPG          |                     |
| 漫威爭鋒                       | 2024     | PVP射擊遊戲          |                     |
| 界外狂潮                       | 2025     | 第一人称英雄射击游戏 |                     |

### 网易八方
网易八方是网易旗下的移动社交产品，混合了社交、探索、游戏等多种元素。 （页面存档备份，存于）
2012年11月7日，网易八方下线。

### 网易考拉海购
2017年電商業務淨收入為116.70億元人民幣（17.94億美元），2016年為45.42億元人民幣，同比增長近157%。
2019年9月6日，網易將考拉海購以20億美元售予阿里巴巴集团。

### 网易CC
网易CC是網易旗下的直播服務。

## 争议

### 暴力裁员事件
2019年11月23日，一名自称为“网易前员工”的用户在微信公众号“你的游戏我的心”上发表了一篇题为《网易裁员，让保安把身患绝症的我赶出公司。我在网易亲身经历的噩梦》的长文。文章称作者是网易旗下游戏“明日之後”游戏策划，2014年从上海交通大学毕业后即进入网易工作，但在自身患有绝症的情况下被公司逼迫、监视、威胁，甚至被保安赶出公司。翌日，网易公关部就此事做出回应，称公司已经安排专项小组核实此事。11月25日，网易先后发布一封对外官方说明和一封内部说明，指出于当年3月底，相关前同事的主管因绩效原因向其提出了解除劳动合同，但主管并没有充分尽责地了解其患病情况，而网易也在前同事申请的三个月病假期间按时发放了病假工资，并在9月19日一次性给予其“N+1”的补偿。网易还在说明中表示，称公司依法为员工购买“五险一金”，也为每一位员工购买了额外的商业保险，同时就此事向该前同事及其家人致歉。11月29日，网易公司发表声明，就此事再次致歉，并表示双方已经达成和解，将从严处分各环节责任人，包括4名涉事主管和1名员工。

### 制作视频与官方立场抵触
2022年12月29日，網易新聞推出主題《幻想星辰大海不如活在当下》，紀錄各種2019冠状病毒病中国大陆疫情封城慘況、鐵鍊女事件、新疆大火等年度发生的大小事情的视频，与官媒《新華社》正面內容為主的年度十大新聞形成強烈對比，遭到有關當局大举审查删除。不过在中国官方全网封杀的情况下，有关视频被网民选择直接上传至YouTube、Twitter或Facebook传播。网络盛傳網易公司对此自行處分，包括總編輯「取消年終」、團隊負責人「連降三級」。
2024年1月8日，网易新闻发布纪录片《如此打工三十年》，主要讲述了一批合肥农民工为了生计而挣扎：有人凌晨4点开始等活、有人的生活标准极低、有人380元医保没钱交、有人艰难养活第三代。随后，该视频被下架。